# 第二次圣奥尔本斯战役
第二次圣奥尔本斯战役是玫瑰战争中的一场战役，于1461年2月17日发生在英格兰赫特福德郡的圣奥尔本斯，也就是1455年第一次圣奥尔本斯战役发生之地。约克军在沃里克伯爵的领导下，试图封锁圣奥尔本斯北部前往伦敦的道路。兰开斯特军从远处迂回攻击，令沃里克大吃一惊，于是，沃里克与伦敦的联系被切断，他的军队也被赶出了战场。之后，兰开斯特军释放了被沃里克囚禁而奄奄一息的亨利六世，然而，后来他们没能从胜利中得到好处。

## 背景
玫瑰战争的参战双方是精神不稳定的亨利六世代表的兰开斯特家族和约克家族。
15世纪40年代末到50年代初，约克的理查与亨利六世的几位廷臣因王位所属产生了争执。理查是个受人爱戴的士兵和官员，他的支持者们相信，相比于亨利，他更应该当国王。1455年，理查和他的支持者们发起公开叛乱，并在第一次圣奥尔本斯战役中胜利。然而，理查并未因这场胜利而入继大统。经历几次谈判后，战端于1459年再启。1460年的北安普顿战役中，沃里克伯爵（理查的侄子）战胜兰开斯特军并俘虏了没有参战的亨利六世。于是，理查从爱尔兰返回伦敦，企图宣称王位，但是他的支持者们并没有准备好令理查登基。因此，理查最终达成了调解法案，规定理查和他的继承人将在亨利死后继位为王。
该法案罢免了王太子威斯敏斯特的爱德华。王后安茹的玛格丽特拒绝接受法案，她把爱德华带去了苏格兰，并在那里聚集支持者。与之同时，理查的敌人们在北英格兰起兵。理查和他的妻兄索尔兹伯里伯爵（即沃里克伯爵的父亲）在1460年的后半年挥师北上应敌，但是，他们低估了兰开斯特军的实力。在韦克菲尔德战役中，约克军大败，理查、索尔兹伯里和理查的二子拉特兰伯爵埃德蒙三人要么死于战斗中，要么在战后被处决。

## 战前
胜利的兰开斯特军队在较年轻的贵族（比如萨默塞特公爵、诺森伯兰伯爵和克利福德勋爵，他们的父亲在第一次圣奥尔本斯战役中死于理查和沃里克之手）的领导下，向着伦敦进发。兰开斯特军队包括了大量来自西郡和英苏边界的士兵，军队在向南行军时沿途大肆掠夺。
理查去世后，他18岁的儿子马奇伯爵爱德华继位宣称王位。这时，爱德华在威尔士边境领导约克军，沃里克在伦敦和西南部领导约克军。两人自然打算合兵对战玛格丽特军，但是，爱德华为了对战都铎父子（欧文·都铎和贾斯珀·都铎）领导的威尔士兰开斯特军，没能及时与沃里克会合。爱德华于2月2日在莫蒂默斯克罗斯战役中击败了都铎军。
与此同时，带着被俘虏的亨利六世的沃里克只能独自阻止安茹的玛格丽特的军队前往伦敦。他把军队部署在圣奥尔本斯北方的主干道（叫做惠特靈大道的古罗马道路）上，并固定了一些防御工事，比如火炮和包括蒺藜、装有尖刺的盾牌在内的障碍物。沃里克还布置了叫做Beech Bottom Dyke的古贝尔盖土垒。沃里克的部队按照当时的习惯分为三个“战斗营”。他自己在中间领导中营，诺福克公爵在右翼领导前营、沃里克的弟弟约翰·内维尔在左翼领导后营。
虽然沃里克的军队很强壮，但是他们的战线仅仅面向北方。玛格丽特可能从亨利·洛夫莱斯爵士（沃里克的管家，在韦克菲尔德战役中被俘，却没有被处刑。因为被许诺受封肯特伯爵，所以他背叛了沃里克）那里知道了沃里克的部署。之后，在2月16日，玛格丽特军突然向西转向，占领了邓斯特布尔。邓斯特布尔的屠夫领导大约200本地人抵抗兰开斯特军，却被迅速驱散。沃里克的“scourer”们（侦察兵、巡逻兵和粮草征收兵）没能侦察出兰开斯特军的这次行动。

## 战斗

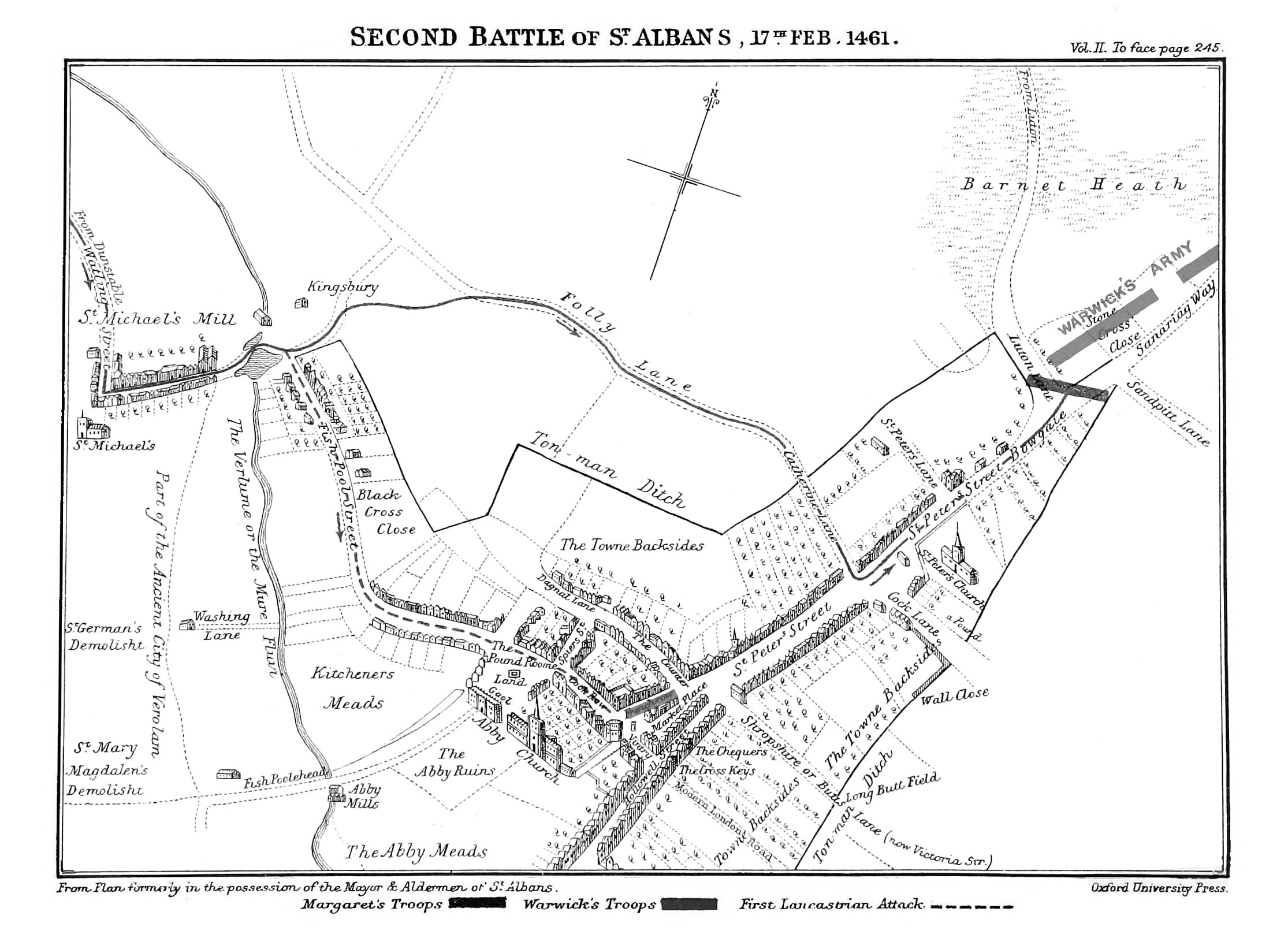
战斗地图

玛格丽特军于夜晚从邓斯特布尔出发，向着东南方的圣奥尔本斯进发。黎明后不久，兰开斯特军的先锋部队对圣奥尔本斯发起了进攻。他们经过修道院，冲上山丘，并在镇中心遇到了从窗户向他们射击的约克弓箭手。兰开斯特军击败了约克军的这第一次进攻，并沿着另一条路进入小镇。约克军则在弗河上的浅滩处重组部队，然后，沿着福利巷和凯瑟琳街的路线对兰开斯特军发起第二次进攻。这第二次进攻再次被兰开斯特军击败，随后，兰开斯特军包围了约克弓箭手们。约克军顽强地与兰开斯特军展开巷战，但并没能坚持多久，几个小时后，兰开斯特军占领了小镇。
随后，兰开斯特军向北进军，攻击部署在博纳兹希思的约翰·内维尔的后战斗营和沃里克的中战斗营。当时环境潮湿，约克军的许多大炮因火药受潮而无法开火。沃里克发现，他没办法把士兵们从防御工事里拉出来面向兰开斯特军，只得让士兵们一个接一个展开战争，而非协调一致。后战斗营企图加强小镇的守军，但是已经被分散的他们没办法做到这一点。有种观点是，约克军中原由洛夫莱斯领导的肯特人队伍在这个时候叛变了，导致约克军进一步混乱，后来的历史学家则认为，沃里克为了给自己的'完全管理不善'找借口，把洛夫莱斯当作了'替罪羊'。总之，洛夫莱斯在陶顿战役之后并没有被“attainted”（判处死刑的同时剥夺财产、爵位和继承权）。
快到傍晚的时候，兰开斯特军从小镇向东北方进攻，与沃里克领导的中战斗营和诺福克领导的前战斗营作战。黄昏（从战役当天的季节和糟糕的天气来看，应该已经到了晚上）到来时，沃里克意识到约克军在数量上已不敌兰开斯特军，士气也在逐渐消沉。他只得让剩下的士兵们（大约4000人）撤退到牛津郡的奇平诺顿。
一位编年史家估计总共死了2000人。另一位不知名的记录者给出了精确数据：1916人。

## 战后
约克军撤退时，没有带走这时正坐在一棵大树下唱歌的亨利六世。两位骑士（老邦维尔勋爵和参与了百年战争的老司令官托马斯·基里尔爵士）发誓不让国王受到伤害，并且一直陪伴着国王。第二天早上，玛格丽特让儿子——7岁的威斯敏斯特的爱德华——选择这两位骑士的死法，爱德华处以两人斩首。约翰·内维尔也被俘虏，但是，萨默塞特公爵因为担忧自己被约克军俘虏的弟弟会被报复而处死刑，就没把内维尔处死。
亨利六世把爱德华封为骑士，爱德华则把三十位兰开斯特军领袖依次封为骑士，其中有一位叫做安德鲁·特罗洛普，是曾在1459年，在拉德福德桥战役中叛变了约克军的司令官，许多人相信特罗洛普策划了兰开斯特军在韦克菲尔德和圣奥尔本斯的胜利。在圣奥尔本斯战役中，特罗洛普踩到了沃里克设置的蒺藜，导致脚受伤，然而，他却宣称自己杀死了十五个约克士兵。
玛格丽特和兰开斯特军最终没能抵达伦敦。他们沿途大肆掠夺的事迹令伦敦人封锁了城门。在玛格丽特犹豫不决之时，马奇的爱德华在莫蒂默斯克罗斯大捷的消息传来。兰开斯特军只能沿着邓斯特布尔撤退，路上许多苏格兰人和边民带着劫掠品逃回了家。马奇的爱德华和沃里克于3月2日进入伦敦，旋即，爱德华即国王位，是为爱德华四世。几周后，约克陶顿大捷，确定了爱德华对王位的控制。
至少从与约克家族的关系来说，在圣奥尔本斯战役中阵亡的最著名人物可能是格鲁比的约翰·格雷，其遗孀伊丽莎白·伍德维尔后在1464年成为了爱德华四世的王后。

## 550周年纪念
为了纪念战役发生550周年，战场保护会（英语：Battlefields Trust）在2011年2月26日-27日在圣奥尔本斯附近举办了一场会议。会议包含了中世纪攻城战学会设计的真实战斗娱乐项目和战场观光项目。最后，与会者在彼得·沃兹沃思神父的主持下，在救世主教堂（英语：St Saviour's Church）为战役中阵亡的人举行了安魂弥撒。

## 纸质资料
- Burley, Peter; Elliott, Michael & Watson, Harvey. . Barnsley: Pen & Sword Military. 2007. ISBN 978-1-84415-569-9.
- Cron, B.M.  (PDF). The Ricardian（英语：The Ricardian）. 1999, 11 (147): 590–615  [2020-02-17]. ISSN 0048-8267. （原始内容 (PDF)存档于2020-08-07）.
- Giles, J.A. (编). . London: James Bohn（英语：J. G. S. B. Bohn）. 1845.
- Goodman, Anthony. . London: Routledge & Kegan Paul. 1981. ISBN 0-7100-0728-0.
- Philip Warner, British Battlefields: the South, Fontana, 1975
- Rowse, A.L. . Wordsworth Military Library. 1966. ISBN 1-85326-691-4.